# 1991 في أوغندا
فيما يلي قوائم الأحداث التي وقعت خلال عام 1991 في أوغندا.

## رياضة
- 1 يناير – دوري السوبر الأوغندي 1991 الفائز نادي كامبالا سيتي.
- 1 يناير – كأس أوغندا 1991 الفائز نادي إكسبريس.

## مواليد

### أبريل
- 16 أبريل – إسحاق إسيندي لاعب كرة قدم أوغندي.

### يونيو
- 12 يونيو – اليكس كاكوبا لاعب كرة قدم أوغندي.

### سبتمبر
- 4 سبتمبر – حبيب كافوما لاعب كرة قدم أوغندي.

### نوفمبر
- 1 نوفمبر – إيفان بوكينيا لاعب كرة قدم أوغندي.

## وفيات

### أبريل
- 1 أبريل – باولو مووانغا (مواليد 1924) سياسي أوغندي.